# Epitelio pseudostratificato
L'epitelio pseudostratificato, in istologia, è un tipo di epitelio monostratificato semplice. È detto anche epitelio pluriseriato.

## Caratteristiche istologiche
L'epitelio pseudostratificato è un epitelio di rivestimento composto da un unico strato di cellule che poggiano tutte sulla membrana basale. Le cellule non hanno però tutte la stessa forma e non tutte arrivano alla superficie. In particolare i nuclei dello strato cellulare non sono sulla stessa riga: è per questo motivo che viene definito pseudostratificato, in quanto ad un'analisi microscopica potrebbe essere confuso con un epitelio pluristratificato. 
La differenza fondamentale è che tutte le cellule poggiano sulla membrana basale: anche quelle che sembrano più superficiali possiedono un peduncolo che arriva in profondità. 
L'epitelio pseudostratificato è spesso cigliato; lo si trova nelle pareti di rivestimento dell'apparato respiratorio e nell'apparato genitale maschile.